# 121716 Victorsank
121716 Victorsank este o planetă minoră (asteroid), cu un diametru de 8,088 km, din centura de asteroizi. A fost descoperită pe 7 decembrie 1999 la Catalina Station⁠(d) de Catalina Sky Survey. 
Obiectul prezintă o orbită caracterizată de o semiaxă mare de 3,1811976661166 UAi, o excentricitate de 0,17, o înclinație de 15,8 ° în raport cu ecliptica.